# Municipio de Jackson (condado de Luzerne)
El municipio de Jackson  (en inglés: Jackson Township) es un municipio ubicado en el condado de Luzerne en el estado estadounidense de Pensilvania. En el año 2000 tenía una población de 4.453 habitantes y una densidad poblacional de 129.5 personas por km².

## Geografía
El municipio de Jackson se encuentra ubicado en las coordenadas 41°16′48″N 75°59′00″O / 41.28000, -75.98333.

## Demografía
Según la Oficina del Censo en 2000 los ingresos medios por hogar en la localidad eran de $56,464 y los ingresos medios por familia eran $62,162. Los hombres tenían unos ingresos medios de $33,274 frente a los $29,643 para las mujeres. La renta per cápita para la localidad era de $25,127. Alrededor del 4,9% de la población estaban por debajo del umbral de pobreza.